# Grands Moulins d'Abidjan
Pour les articles homonymes, voir GMA.
Les Grands Moulins d’Abidjan (GMA) sont une minoterie industrielle ivoirienne, établie sur les rives de la lagune Ébrié depuis 1963. 

## Histoire
La minoterie d’Abidjan est créée par le Groupe Mimran, fondé par Jacques Mimran, propriétaire des Grands moulins de Dakar depuis 1947.
Le Groupe Mimran composé de trois entités agro-alimentaires africaines : les Grands moulins de Dakar (GMD), la Compagnie sucrière sénégalaise (CSS) et les Grands Moulins d’Abidjan (GMA), a vendu les Grands moulins de Dakar et d'Abidjan au groupe Seaboard en décembre 2017.

## Situation et activités
La société est implantée sur l’île de Petit-Bassam sur le territoire de la commune de Treichville.

## Identité visuelle

Ancien logo
2016